# 阿尔文·温伯格
阿尔文·温伯格（英語：Alvin Weinberg，1915年4月20日—2006年10月18日），美国核能物理学家。曾是橡树岭国家实验室的一名管理员，并在1974年被提拔为美国能源研究及发展署的主任。

## 生平

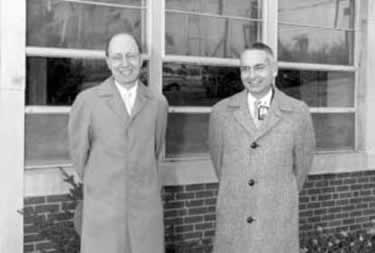
尤金·維格納和阿爾文·溫伯格（右）。

从1945年至1948年，他一直是此实验室物理系的主任；1948年被提拔为此实验室的研究主任，并又在1955年再次被提拔为实验室主任。
他在物体实验核反应堆的基础上创造了低强度实验核反应堆的雏形。后来，他利用此反应堆又设计了加压水型核反应堆和沸腾水型核反应堆；此两种反应堆是现在所有的商用的核反应堆的基础。